# Глиняные игрушки Поднепровья и Поозёрья
Глиняные игрушки Поднепровья и Поозёрья являются общей частью гончарных традиций Беларуси. Традиционная керамическая игрушка Оршанского Поднепровья и Витебского Подвинья является древним видом народной культуры, который связан с мифологическими представлениями кривичей, населявших верховье рек Днепр и Западная Двина. По территории проходил торговый путь "из варяг в греки". В поздние времена через данный регион проходили водные транзитные пути, с середины XIX-железнодорожные дороги, что обусловило связь с городами России и Балтии, близость традиционных форм и образов керамических игрушек, а также распространение за пределами локальных центров. В историко-культурном наследии региона керамическая игрушка играет значительную роль, так как выступает средством сохранения культурной памяти, этнокультурной идентичности и средством воспитания детей.

## Локальные названия
- "Оршанские игрушки"
- "Бешенковичская свистелка"
- "Витебские игрушки"
- "Марачевская игрушка"
- "Бабиновичская свистулька"
- "Полоцкие игрушки"
- "Глухаревская свистулька"

## История ремесла
Гончарное ремесло и сопутствующее ему искусство глиняной игрушки развивается в Беларуси со времен раннего средневековья. В древние времена свистелки и погремушки имели ритульное значение: звуком и свистом вызывали ветер и дождь, отгоняли злых духов. Наиболее они были связаны с весенними праздниками, которыми начинались земледельческие ритуалы и труды. В городской культуре глиняная игрушка имеет характер ремесленного продукта, детской забавы, связана с культурой городских ярмарок и народной культурой.
В городах и селах керамическое производство достигло расцвета в XVI-XVII веках и успешно развивалась вплоть до начала XX века, на селе гончарное ремесло и изготовление глиняной игрушки было наиболее распространено во второй половине XIX века—первой половине XX века. 
В Оршанском Поднепровье крупными гончарными центрами были г. Орша, г. Копысь, г. Дубровно, г. Шклов, местечко Ляды, д. Сметанка, д. Дрибин, Д. Бабиновичи и др. В XVI-XVII вв. в Орше появляются ремесленные цеховые организации, на берегу реки Кутеинка строится Кутеинский Богоявленский монастырь с ремесленными мастерскими. В это время в городе появляются улицы Ковальская, переулок горшечный. В середине XVII века. из городов Поднепровья, были вывезены гончары и кафельщики в Московское государство, где повлияли на развитие ремесленной и художественной культуры. На протяжении веков Орша имела торговые связи с Московским государством и городами Европы, была крупным торговым центром, что способствовало росту ремесленных промыслов. Во второй половине XIX века. строятся пристань и чугуночный узел, Орша превращается в крупный транзитный узел, что способствует развитию кирпичного, гончарного и кафельного производства. В это время в Оршанском уезде гончарным промыслом занимались в 17 поселениях. Повсюду вместе с гончарством лепили глиняную игрушку.
В 1920-е гг. в Дубровно работало 20 Гончаров. Во всех гончарных семьях Дубровно изготавливались игрушки и вывозились в Оршу, Смоленск, Петербург. По литературным источникам и поисковой работе среди жителей Дубровно выявлено 16 традиционных дубровенских игрушек. Наиболее архаичными являются гетероморфная свистулька "птица/лошадь" и "всадник" в виде обобщенной цилиндрической фигуры на лошади. Свистульки: "всадник в картузе", "кузнечик", "баран", "собака", "Соловей", "жаворонок", "гусь" также имеют обобщенные лаконичные формы и принадлежат к деревенской традиции. Антропоморфные игрушки  "кукла", "гармонист", "парень", "хозяин с птицей", "дед с внуком" и сюжетная игрушка "пара" не имеют свистков. По характеру образов они относятся к позднему этапу развития мелкой народной пластики местечкового характера рубежа ХІХ-ХХ вв. Коллекция дубровенских игрушек хранится в Российском этнографическом музее (Санкт-Петербург).
Бабиновичи с XVI века. известен как центр гончарного промысла, достигший расцвета в конце XIX-первой половине XX в. Значительное количество мастеров занималось гончарством и в послереволюционном времени. Так, в 1926 году в Бабиновичах работало 40 Гончаров. Бабиновичские мастера изготавливали различную гончарную посуду, уталитарно-художественные изделия, игрушки-свистульки. Постоянно этим ремеслом занималась Арина Рыжкова (1893-1945). Она лепила лошадок, уток, козликов. Благодаря высоким уталитарным и художественным качествам бабиновичские изделия пользовалась спросом на значительной территории Витебщины и Могилевщины.
Гончарство в Сенненском районе наибольшее развитие получило во второй половине XIX –первой половине XX века. В деревнях Ледневичи, Поповка, Козловка до 50-60-х годов XX века изготавливалась гончарная посуда и игрушки. Элемент дольше существовал в деревне Поповка, поселке Труд Сенненского района. Материалы Сенненского краеведческого музея свидетельствуют, что гончарный цех выпускал широкий ассортимент глиняной посуды, однако свистульки изготавливались мастерами как продукт собственного творчества для развлечения местных детей, а не на продажу.
Гончарный промысел и глиняные игрушки Подвинья связаны с центрами и традициями Оршанского Поднепровья общими рынками и торговыми путями, историей развития. В городах Витебска, Полоцке, местечках Сенно, Бешенковичи, Суражи, Яновичи, Экимань, деревнях Ледневичи, Поповка, Козловка, Бочейково и др. Гончарное, кирпичное и кафельное ремесло развивалось вместе с ростом экономики и было доходным направлением деятельности. В деревенской среде гончарное ремесло и изготовление глиняной игрушки достигли расцвета во второй половине ХІХ-начале ХХ в. Крупным центром местечкового гончарства в современном Витебском районе являлись Сураж и Яновичи. Изготовление глиняной посуды было в Яновичах на первом месте среди кустарного производства. В Яновичах была найдена 1 игрушка-всадник, который стал началом для создания коллекции витебских традиционных игрушек. Остальные игрушки Витебска восстановлены по археологическим образцам.
Бешенковичи получили Магдебугское право в 1634 году, и это сразу дало возможность на проведение 2 ярмарок в год, способствовало развитию торговых связей и разнообразных ремесел. Более весомую роль в экономической и культурной жизни местечка приобрел Петро-Павловский базар, который был одним из наиболее крупнейших в Беларуси. На ярмарку съезжались белорусские, российские и зарубежные купцы. Бешенковичи были крупным гончарным центром, центром мылопроизводства и производства гонта. В послереволюционное время в местечке работало 36 ремесленников-гончаров. Изготавливалась не только посуда. Большим успехом пользовались различные глиняные игрушки - "лошадки", "всадники", "жаворонки", "петухи", "девки", "бабы", "медведи".
На территории Полоцка обнаружены игрушки на местах бывших личных усадеб в центральной части города-это улица Скорины, территория возле Верхнего замка, в Задвинье, район Экимани. Бурный рост Экимани начинается с начала XVII в.. Богатейшие залежи гончарной глины и близость лесных массивов способствовали развитию Экимани как одного из крупных гончарных центров. Непосредственная близость Полоцкого рынка также способствовала развитию и речного транспорта. Таким образом были созданы условия появления небольших деревянных грузовых судов и еще теплые керамические изделия перевозились на полоцкие рынки. Наряду с посудой и изразцами расширяется изготовление глиняных игрушек. Одиночные фрагменты свистулек были найдены в этом районе. В середине XVIII века началось превращение Экимани в один из крупнейших гончарных центров Речи Посполитой и до начала XX века Экимань продолжает оставаться крупным гончарным центром. За многовековую историю Экимань из небольшого поселения на левом берегу Западной Двины превратилась в значительный гончарный центр и речной порт, однако теперь это небольшая деревня, которая преимущественно заселена горожанами-дачниками.

## Изготовление
Для изготовления игрушек используются природная карьерная глина, ангоб (разбавленная водой глина другого цвета), стеки . Стеки используются для прокалывания отверстий и игровых дырочек. В качестве стеков используются острые палочки длиной 10-25 см, которые могут иметь различные по форме срезы на конце: круглые, овальные, треугольные. прямоугольные, в виде сигмента. Каждый мастер делает проколки сам для себя. Для среза глины и для вырезки глубоких мест используются стеки с металлическими навершниками.

## Локальные примеры игрушек
Бабиновичские игрушки (9 образцов), производимые на Лиозненщине, демонстрируют наиболее поздние образцы развития гончарной традиции, которая держалась до 1980-х годов. Выделяет бабиновичскую глазурованную посуду и игрушки ангобную роспись, которая делалась с помощью коровьего рога с дыркой на конце. Гончарная посуда и игрушки М. Ю. Орехова (1928-1982) и М. М. Трояновского (1927-1990) получили признание на республиканских и всесоюзных выставках народного творчества. Особенно популярными были графины, бочонки-барилки с медведями в качестве пластичного декора. Арина Рыжкова (1893-1945) лепила зооморфную свистульку: кузнечиков, птиц, свистелок со змеями и птицами, горшочки "соловьи", которые наполнялись водой и имитировали птичьи звуки. М. Ю. орехов и М. М. Трояновский придали традиционной свистульке "всадник" новую образность – начали лепить военных в пилотках, цыган и партизан с автоматами за плечами. Бабиновичские свистульки отличаются наивно-реалистичным характером образа, однако формы остались традиционными: это всадники, птицы на одной ножке или без опоры, сычи с опорой на 2 ноги и хвост-свисток, свистелки с ужами, медведями, птицами. Все упомянутые формы восстановила и продолжает производить И.А. Ворона.
К традиционным образам Сенненской игрушки относятся 7 свистулек: кузнечик (2 варианта с опорой туловища на 3 и 4 точки), баран, собака, боров, жаворонок и павлин. Сенненские игрушки отличаются своим архаичным видом, лаконичным выразительным силуэтом и способом заглаживания поверхности свистулек полотном (тканью) после ее лепки. Жаворонок выделяется скромной короной-гребешком на голове, павлин имеет коронку на головное и чуть большую корону – хвост на туловище. Оригинальным является архаичный образ кузнечика на трех опорах туловища, а также образ свинки со свистком в рыльце животного. Данные образы свойственны для древней крестьянской глиняной игрушки, связаны с земледельческими культами славян. Своим местным названием эти игрушки обязаны последнему носителю традиции, мастеру Г. П. Глухареву (1932-1990), который родился, жил и работал в деревне Поповка Сенненского района. Все 7 образов сейчас присутствуют в ассортименте изделий В. И.Квашко.
Образцы воссозданных глиняных игрушек (6 образов) Бешенковичского района соответствуют археологической игрушке середины XVI в. и игрушкам, которые были широко распространены во второй половине XIX-первой половине XX в. По сравнению со свистульками из других регионов они выделяются своим ангобным декором в виде точек и маленьких пятен, нанесенных методом разбрызгивания либо выбелением отдельных деталей. Уникальная антропоморфная свистелка-погремушка с берега р. Западная Двина, агрогород Улла Бешенковичского района датируется серединой XVI в. В Витебском областном краеведческом музее хранится фрагмент подобной игрушки XVII в. 5 традиционных игрушек "всадник" и зооморфные свистелки конца XIX-начала XX вв. ("Баранчик", "кузнечик", "кузнечик с седлом", "всадник") найден в усадьбах Гончаров в Бешенковичах. Эти формы реконструировала и широко практикует керамист А. И.Овчинникова. На их основе сделаны стилизованные игрушки, расширяющие тематику соответственно литературным описаниям и воспоминаниям старожилов Бешенковичского района.
5 витебских игрушек (антропоморфная игрушка, всадник, собака, лошадь с седлом, утка – XVII в.) восстановлен по археологическим артефактам, найденным во время раскопок Нижнего замка и района Задунавья. Среди них уникальная игрушка, получившая условное название "малец". Она отличительна лаконичной пластикой своей фигуры, очертания которой приближены к форме пентаграммы. Показательной является свистулька "конь с седлом", который опирается на 2 передние ноги, а туловище переходе в свисток. Свистулька "всадник" восстановлена по найденному артефакту в 2018 году на берегу речки Вымнянка в городском поселке Яновичи. Здесь гончарное ремесло существовало до 1940-1950-х гг., когда еще работала известная гончарная династия мастеров Разважных. Все производственные процессы - от заготовки сырья до обжига посуды - делали в семье. Восстановлением витебских традиционных игрушек занимается А. Л. Сарбаш и Л. М. Ковальчук.
Полоцкие игрушки (8 образов) также восстановлены по музейным артефактам и археологическим находкам, описание которых содержится в каталоге "игрушки". Общее количество находок - 93 единицы. Все они обнаружены на территории Полоцка: в центральной части города, в Задвинье, территории бывшего иезуитского коллегиума. Наиболее яркими образами являться свистульки "кузнечик" в двух вариантах: со спорыными передними ногами и на расставленных ногах с вытянутой дугой шеей. Редким образцом народной смеховой культуры является игрушка "комедиант". Количество находок постоянно увеличивается. В 2018 году А. С. Верташонок нашел на территории Верхнего замка свистульку-горшочек "Соловей" ХVІІ-ХІХ вв. Коллекцию воссозданных игрушек составляют: "всадник", "комедиант", "барашек", "кузнечик", "кузнечик с седлом", "утка", "соловей", свистелка-дудочка с птицей. Характерной особенностью полоцких игрушек является ангобная роспись, имеющая конструктивно-декоративный характер. Реконструкцией Полоцкой игрушки занимается К. У. Зеленская.

## Значение игрушек
Глиняная игрушка Оршанского Поднепровья и Витебского Подвинья , как и другие игрушки Беларуси, по сравнению с игрушками соседних народов (русского, украинского) выделяется своей архаикой, доминированием пластического начала над декоративно-живописным. Выразительная пластика и лаконичный силуэт подчеркивает сжатую связь глиняной игрушки с гончарством, придает ей монументальность.
Традиционные образы глиняной игрушки и технология ее изготовления является ценностным материалом в ремесленном производстве, способствуют возрождению и развитию народного керамического искусства, являются средством художественного и историко-патриотического воспитания детей. Как и раньше глиняные игрушки успешно используются в проведении календарных обрядов весенне-летнего цикла, а также для игровых развлечений и развития креативных способностей детей. Традиционная глиняная игрушка синтезирует в себе образ края и его историю, является отличительным сувениром и способствует развитию экскурсионно-туристического дела.